# Проспект (Нью-Йорк)
Проспект (англ. Prospect) — селище (англ. village) в США, в окрузі Онейда штату Нью-Йорк. Населення — 248 осіб (2020).

## Географія
Проспект розташований за координатами 43°18′18″ пн. ш. 75°9′3″ зх. д. / 43.30500° пн. ш. 75.15083° зх. д. (43.304975, -75.150720).  За даними Бюро перепису населення США в 2010 році селище мало площу 0,54 км², уся площа — суходіл. В 2017 році площа становила 1,15 км², з яких 1,11 км² — суходіл та 0,03 км² — водойми.

## Демографія
Згідно з переписом 2010 року, у селищі мешкала 291 особа в 118 домогосподарствах у складі 82 родин. Густота населення становила 541 особа/км².  Було 127 помешкань (236/км²).
Расовий склад населення:
| - 98,6 % — білих - 1,4 % — азіатів |

До двох чи більше рас належало 0,0 %. Частка іспаномовних становила 0,0 % від усіх жителів.
За віковим діапазоном населення розподілялося таким чином: 25,1 % — особи молодші 18 років, 60,1 % — особи у віці 18—64 років, 14,8 % — особи у віці 65 років та старші. Медіана віку мешканця становила 42,3 року. На 100 осіб жіночої статі у селищі припадало 99,3 чоловіків;  на 100 жінок у віці від 18 років та старших — 94,6 чоловіків також старших 18 років.
Середній дохід на одне домашнє господарство  становив 65 507 доларів США (медіана — 47 143), а середній дохід на одну сім'ю — 77 967 доларів (медіана — 70 833). Медіана доходів становила 45 893 долари для чоловіків та 50 313 долари для жінок. За межею бідності перебувало 6,1 % осіб, у тому числі 4,2 % дітей у віці до 18 років та 2,8 % осіб у віці 65 років та старших.
Цивільне працевлаштоване населення становило 122 особи. Основні галузі зайнятості: освіта, охорона здоров'я та соціальна допомога — 28,7 %, роздрібна торгівля — 14,8 %, мистецтво, розваги та відпочинок — 13,1 %, публічна адміністрація — 12,3 %.